# Pachygone
Genre
Classification APG III (2009)
Pachygone est un genre de plantes à fleurs dicotylédones de la famille des Menispermaceae originaire du sud-est de l'Asie et de l'Océanie.

## Espèces
- Pachygone adversa
- Pachygone axilliflorum
- Pachygone brachystachys
- Pachygone columbica
- Pachygone concinna
- Pachygone cubensis
- Pachygone dasycarpa
- Pachygone loyaltiensis
- Pachygone ovata
- Pachygone sinica
- Pachygone tomentella
- Pachygone valida
- Pachygone yunnanensis

## Liste d'espèces
Selon NCBI (30 nov. 2010) :
- Pachygone loyaltiensis
- Pachygone ovata
- Pachygone valida